# Nanodiamante
El nanodiamante es un diamante con tamaño del orden de nanómetros, es decir, de 10-9 metros. Los nanodiamantes han sido encontrados en los granos presolares, que conforman a un meteoro llamado Allende. Los nanodiamantes, al igual que los diamantes, están compuestos por átomos de carbono colocados en una red cristalina y en algunas ocasiones los nanodiamantes presentan impurezas en su superficie. Esta modificación en la estructura superficial produce cambios en la propiedades ópticas (absorción y reflexión de la radiación).  

## Detección de Nanodiamantes en meteoros
Los nanodiamantes ha sido detectados en el meteorito llamado "Allende", el cual ha sido ampliamente estudiado.  

## Aplicaciones astrofísica de los nanodiamantes
En diversos artículos de investigación científica, se han hecho hipótesis en relación con la existencia de granos de polvo compuesto de nanodiamantes y de carbono amorfo. La combinación de ambos granos de polvo han permitido explicar satisfactoriamente el Quiebre UV observado en el espectro UltraVioleta (UV) alrededor de 1200 A de los Núcleos de Galaxias Activas (AGN). Con el objetivo de describir el Quiebre UV se han hecho diversos trabajos para describir mejor la descripción  espectral (SED) de los AGNs, ver por ejemplo Binette et al. (2005)  o Haro-Corzo et al (2007)  quienes exploraron diversos escenarios de polvo compuestos por nanodiamantes.

## Curvas de extinción
Las curvas de extinción fueron generadas a partir de la teoría de Mie.